# Judisk festkalender
Den judiska festkalendern grundar sig på den judiska kalendern. Högtiderna brukar syfta på någon händelse i Gamla testamentet eller judisk historia. En högtid kan räknas som yom tov ("en god dag"), Chag ("fest") eller ta'anit ("fasta"). (Påsk, Jul, bröllop)

## Årets högtider
- Rosh Hashana
- Jom kippur
- Sukkot
- Simchat Torah
- Chanukka
- Purim

## Andra högtider
- Sabbat